# Lars Elinderson
Lars Olof Elinderson, född 4 maj 1949 i Ärtemarks församling, Älvsborgs län, är en svensk politiker (moderat). Han var landstingsråd i Skaraborgs läns landsting 1982–1991, kommunalråd i Falköpings kommun 1991–1998 samt riksdagsledamot 1998–2002, 2004 (ersättare) och 2006–2014, invald för Västra Götalands läns östra valkrets.

## Biografi
Efter militärtjänst och kadettskola vid Trängtrupperna studerade Elinderson företagsekonomi och nationalekonomi vid Göteborgs universitet 1973–1976 och var därefter anställd vid Lantbrukarnas Ekonomi AB (nuvarande LRF Konsult) i Falköping till 1980. Han har senare genomgått Försvarshögskolans högre ledningsutbildning ”Säkerhet i krig”, och har ekonomie magisterexamina i både finansiell ekonomi och ekonomisk historia.
Elinderson engagerade sig som ung i Konservativ skolungdom och var ledamot i dess riksstyrelse 1969–1970. Därefter var han ordförande i Moderata Ungdomsdistriktet i Skaraborg 1971–1975, där han efterträddes av Lisbeth Johansson. Han satt i Moderata ungdomsförbundets förbundsstyrelse 1974–1978 (och var dess andre vice ordförande 1976–1978). Elinderson var ordförande för Moderaterna i Falköping 1975–1984.
1976 valdes Elinderson in i Skaraborgs läns landsting. 1982 blev han landstingsråd och ordförande för Landstingets sociala nämnd/omsorgsstyrelse. 
Efter kommunalvalet 1991 valdes han till Kommunalråd och kommunstyrelsens ordförande i sin hemkommun, Falköping. Samtidigt utsågs han av ledningen för Svenska kommunförbundet till ordförande i  KPA - nuvarande KPA Pension.
1998 valdes Elinderson in i riksdagen. Han var ersättare i socialutskottet och trafikutskottet (1998–2002), ersättare i finansutskottet och miljö- och jordbruksutskottet (2004), ledamot i finansutskottet (2006–2010) och ledamot i konstitutionsutskottet (2010–2014). Under en period var han också ersättare i kulturutskottet (2006–2011)
Efter Elinderson lämnat riksdagsuppdraget 2014 valdes han till ordförande i kommunrevisionen i Falköpings kommun.